# Cotta (bướm đêm)
Cotta là một chi bướm đêm thuộc họ Geometridae.

## Các loài
- Cotta ergodes
- Cotta incongruaria